# Obóz koncentracyjny Pukch’ang
Pukch’ang (kor. 북창 정치범수용소, także Bukchang) – obóz koncentracyjny dla więźniów politycznych w Korei Północnej. Zwany też obozem Tŭkchang (kor. 득장 정치범수용소). W 2012 roku opublikowano zdjęcia satelitarne obozu.

## Położenie
Obóz położony jest w powiecie Pukch’ang i regionie Tŭkchang, w prowincji P’yŏngan Południowy, wzdłuż środkowego biegu rzeki Taedong, która stanowi północną granicę obozu. Na drugim brzegu rzeki znajduje się obóz internowania Kaech’ŏn.

## Opis
Według Hwang Jang Yŏpa, obóz powstał w 1956 roku w wyniku „Sierpniowego Incydentu”. Członkowie incydentu trafili do pracy w kopalniach w Pukch’ang pod koniec 1958 roku. Obóz podlega Agencji Bezpieczeństwa Narodowego. Część więźniów przebywa tam tylko ze względu na pokrewieństwo z osobami oskarżonymi o przestępstwa. W sumie na terenie obozu przebywa około 50 000 osób.

## Prawa człowieka
Wielu więźniów obozu umiera z niedożywienia, chorób, wypadków przy pracy i następstwa stosowania tortur. Więźniów zmusza się do pracy w pobliskich kopalniach. Osadzeni pracowali od 16 do 18 godzin bez posiłku i odpoczynku. Pracują także dzieci. Powszechny w obozie był głód. Według relacji Kim Hye-sook, która 28 lat spędziła w obozie, więźniowie dokonywali wielu okrucieństw, aby nie umrzeć z głodu. Kim Hye-sook zeznała, że zdarzało się gotowanie niemowląt oraz zabijanie i sprzedawanie ludzkiego mięsa. Wybuch klęski głodu sprawił, że na terenie obozu znikła cała roślinność.